# Улянівська сільська рада (Олександрійський район)
| Улянівська сільська рада — колишній орган місцевого самоврядування у Олександрійському районі Кіровоградської області з адміністративним центром у с. Улянівка. Сільській раді підпорядковані населені пункти: - с. Улянівка - с. Першотравневе - с. Тарасово-Шевченкове - с. Червоний Поділ |

## Склад ради
Рада складається з 16 депутатів та голови.

### Керівний склад ради
| ПІБ                         | Основні відомості                                                 | Дата обрання | Дата звільнення |
| --------------------------- | ----------------------------------------------------------------- | ------------ | --------------- |
| Коротя Микола Васильович    | Сільський голова, 1951 року народження, освіта, безпартійний      | 26.03.2006   | 01.02.2008      |
| Соломка Вадим Володимирович | Сільський голова, 1972 року народження, освіта, безпартійний      | 01.06.2008   | 31.10.2010      |
| Соломка Вадим Володимирович | Сільський голова, 1972 року народження, освіта вища, безпартійний | 31.10.2010   | 25.10.2015      |

Примітка: таблиця складена за даними джерела

## Населення
За переписом населення України 2001 року в сільській раді мешкало 913 осіб.

### Мова
Розподіл населення за рідною мовою за даними перепису 2001 року:
| Мова       | Відсоток |
| ---------- | -------- |
| українська | 91,46 %  |
| російська  | 4,16 %   |
| вірменська | 2,63 %   |
| молдовська | 0,88 %   |
| білоруська | 0,55 %   |
| інші       | 0,32 %   |